# Voivodato di Brėst
Il voivodato di Brėst (in polacco Województwo Brzesko-Litewskie, in lituano Lietuvos Brastos vaivadija) fu un'unità di divisione amministrativa e governo locale del Granducato di Lituania e della Confederazione polacco-lituana dal XV secolo fino alla spartizione della Polonia del 1795.
Sede del governatorato del voivodato (Wojewoda): Brėst

## Voivodi
- Aleksander Ludwik Radziwiłł (1631-1635)
- Mikołaj Krzysztof Sapieha (1638-1642)